# Sport und Talk aus dem Hangar-7
Sport und Talk aus dem Hangar-7 ist eine seit Oktober 2009 wöchentlich ausgestrahlte Sportsendung des österreichischen Privatfernsehsenders Servus TV. Die Übertragung erfolgt live aus dem Hangar-7 am Flughafen Salzburg. 
In der Sendung werden Hintergrundgeschichten aus der Welt des Sports und Sportnachrichten mit verschiedenen Gästen und Persönlichkeiten gezeigt. Die aktuellen Themen aus den Bereichen Fußball, Motorsport, Wintersport oder Extremsport werden von den Moderatoren Christian Baier, Christian Brugger, Andreas Gröbl, Christian Nehiba und Moderatorin Birgit Nössing mit Prominenten und Experten aus der Welt des Sports diskutiert. Musikalisch begleitet wird die Sendung von den „Red Blues“.
Die Sendung wird jeden Montag live um 21.10 Uhr  bei ServusTV Österreich verschlüsselt ausgestrahlt. Beim unverschlüsselten Sender ServusTV Deutschland kommt diese Sendung ca. 2 Std. später.